# Trebbiano di Soave
Il Trebbiano di Soave è un vitigno a bacca bianca presente nei vigneti delle province della DOC Soave.
Il contributo che può dare alla Garganega, vitigno tipico del Soave, è notevole, soprattutto nella concezione di un Soave meno ricco e più adatto ad un consumo immediato, ottenuto da un taglio che può arrivare fino al 20% di Trebbiano locale.
Il clone di Trebbiano di Soave coltivato nella zona del Lugana per produrre il vino omonimo si chiama Trebbiano di Lugana o, meglio, con l'antico nome autoctono di Turbiana.

## Caratteristiche ampelografiche
Il Trebbiano di Soave è il clone del Verdicchio.Lo si può anche evincere da alcuni aromi che questi vini esprimono in uno stato di notevole maturità, sentori di mandarino che rimandano anche al Pinot Blanc alsaziano (molto diverso dall'elegante Pinot Bianco diffuso nell'Italia nord orientale).
Certamente il grappolo e la foglia non hanno nulla a che vedere con il Trebbiano Toscano e così la buccia dell'acino: nel Trebbiano di Soave è più spessa, il grappolo più compatto e sensibile ai marciumi.

## Storia
È probabile che il Trebbiano di Soave sia l'antica Turbiana di cui si parla almeno dal XVI secolo e che, conosciuta anche come Trebbiano veronese, producesse già allora vini di gran pregio in Lombardia. I primi segnali affidabili sulla reale presenza veronese della Turbiana risalgono al 1818, quando il Pollini nelle sue Osservazioni Agrarie lo indica come coltivato in tutta la provincia, anche se poi rischia di far confusione con il Trebbiano Toscano e Romano.
Dopo Pollini c'è stata una massa di studiosi pronti a scommettere sulla unicità di questo Trebbiano, sulla sua diffusione e sulla qualità di base dei vini. Il più deciso è stato il Cosmo che alla fine del 1939 segnala la sostanziosa presenza del vitigno nell'area del Soave (fino al 20%), al punto che lo si considerava indispensabile per fare un bianco all'altezza della sua fama.
Dopo la seconda guerra mondiale, poiché il Trebbiano di Soave non è un vitigno facile, la sua produttività è minuta, e l'anticipo di maturità rispetto alla Garganega viene quasi considerato un limite, lo si comincia a sostituire con il più sicuro e legnoso Trebbiano Toscano: inoltre il ceppo autoctono veronese ha un profilo organolettico troppo particolare. Sono oggi pochissimi i vigneti con presente l'antica Turbiana, riconoscibile dal suo profumo di rosa e nella sua fragile sapidità.

## Presenza sul territorio
Il Trebbiano di Soave è presente in pochi vigneti del comune di Soave. Alcune delle sottozone in cui è stato individuato sono Castelcerino, Fittà, Calvarino e Palestrello. È più raro trovarlo a Monteforte d'Alpone.